# Киносита, Марико
Марико Киносита (яп. 木下 真理子, родилась 14 февраля 1967 года в Сайтаме) — японская конькобежка, специализирующаяся в шорт-треке. Участвовала в Олимпийских играх в Калгари, где шорт-трек был демонстрационным видом спорта. 4-кратная чемпионка мира в шорт-треке, чемпионка мира в абсолютном зачёте 1984 года.

## Биография
Марико Киносита участвовала на чемпионате мира 1982 года в Монктоне, где с командой заняла второе место в эстафете. С 1982 года по 1988 Киносита была постоянным представителем в командной эстафете и выиграла семь раз подряд подиумы, шесть серебряных наград и одну золотую на чемпионате мира в Амстердаме. В 1984 году на чемпионате мира в Питерборо Киносита выиграла на дистанции 500 метров, была второй на 1500 метров, тем самым завоевала звание чемпионки мира в общем зачёте. Золото выиграла в эстафете 1985 года на мировом первенстве в Амстердаме. Успешным был и чемпионат мира в Монреале, где Марико выиграла на дистанции 1000 метров и взяла бронзу в многоборье. В 1988 году на Олимпийских играх в Калгари, шорт-трек был представлен как показательный вид. Киносита была вместе с командой второй в эстафете..
Марико Киносита присоединилась к медперсоналу столичной больницы Комагомэ весной 1995 года. Она состоит в группе социального обеспечения, Департаменте человеческого развития и Японском агентстве международного сотрудничества.